# Lucien Martinet
Lucien Martinet (1878 – ?) va ser un remer francès que va competir cavall del segle xix i el segle xx. El 1900 va prendre part en els Jocs Olímpics de París, on guanyà una medalla de plata en la prova de dos amb timoner com a membre de l'equip Société Nautique de la Marne.